# Manuel Poutte
Manuel Poutte, né le 19 mars 1963 à Etterbeek (Belgique), est un scénariste, producteur et réalisateur belge.

## Carrière
Manuel Poutte est licencié en philosophie, puis en écriture de scénario à l'Université libre de Bruxelles. Il est entre 1981 et 1985 le compositeur et musicien du groupe new wave Bernthøler. Il est le cofondateur de la maison de production Lux Fugit Film fondée en 1992.
Manuel Poutte sort en 2015 dans les salles belge le long métrage Une douce révolte. il déclare que le but de celui-ci est « de montrer que si on réfléchit et qu’on met en place des structures différentes, on peut dépasser le côté utopiste de l’initiative. » En 2019 il sort le documentaire Mourir, Manuel Poutte ayant frolé la mort est pour le droit de choisir sa mort. En 2022 il sort le film Sous Contrôle. En juin 2024 il préside le jury de la compétition des longs métrages lors de la 12ème édition du Festival International du Film de Dakhla.

## Filmographie

### Films
- 2022 : Sous Contrôle

### Court métrage
- 1990 : Trouble
- 1992 : La sensation
- 1993 : L'homme qui se lève
- 1993 : L'intranquillité
- 1993 : Turbulences
- 1993 : Moï den o (moyen métrage 35 mm)
- 1995 : Que tout disparaisse (long métrage docu-fiction)
- 1997 : La danse des esprits (long métrage - Titre original : Le miracle de la Saint-Alba)
- 2008 : Les tremblements lointains (long métrage)

### Documentaire
- 2000 : En vie !
- 2004 : La caravane passe
- 2008 : Welcome to paradise
- 2009 : Maraude
- 2009 : L'acupuncteur aux pieds nus
- 2010 : La baraque à frites (Titre original: Fritkot)
- 2011 : Les acharnés (Titre original: Fous de Foot)
- 2017 : Une douce révolte
- 2017 : 6 Personnages en quête de bonheur
- 2018 : Bektachis
- 2019 : Mourir